# サガモア・ステヴナン
サガモア・ステヴナン（Sagamore Stévenin, 1974年5月9日 - ）は、フランス出身の俳優である。

## 出演作品

### 映画
- ココ・シャネル（エチエンヌ・バルサン）
- 危険なふたり
- ベラミ
- ミシェル・ヴァイヨン（ミシェル・ヴァイヨン）
- 略奪者（シモン）
- 銀幕のメモワール（シルヴァン）
- ロマンスX（ポール）
- ターゲット 爆破監禁事件 in フランス